# Hlin
Hlin, alternativ stavning Lin, (fvn Hlín, ”beskydderska”) är enligt Snorres Edda en av asynjorna i Asgård. Hon är underställd Frigg och har som uppgift att vaka över alla dem som Frigg vill skydda från fara.
Hlin nämns också i två tulor som i några handskrifter har bifogats Skáldskaparmál; dels i en lista över asynjor, dels i en uppräkning av obestämda kvinnoheiten. Dessutom förekommer namnet i en strof i Völuspá som handlar om Odens död i Ragnarök. Här har ”Hlin” antagits vara en synonym för Frigg, trots att det strider mot vad som står i Snorres Edda.
Inom skaldediktningen, liksom i senare tiders rimor, är Hlín ett vanligt förekommande grundord i kenningar med betydelsen ”kvinna”. Flera av dessa kenningar går tillbaka till 900-talet, varför Hlin redan då bör ha varit en välkänd mytologisk gestalt.

## Källtexterna

### Gylfaginning
Hlin är den tolfte gudinna som Snorre Sturlasson räknar upp i Gylfaginning 35; ett kapitel som han särskilt ägnar åt asynjor. Numreringen saknar betydelse, då den inte återspeglar någon rangordning.
| Den tolfte är Hlin. Hon är satt till att vaka över människor som Frigg vill rädda ur någon fara; därav kommer det talesättet att den som klarar sig, han hleinar. | Tólfta Hlín: hon er sett til gæzlu yfir þeim mǫnnum er Frigg vill forða við háska nokkvorum. Þaðan af er þat orðtak at sá er forðask hleinir. |  |

Snorres källa är okänd. Härledningen av namnet Hlín från hleina kan vara en folketymologi. Jacob Grimm utgick från hlynr (”lönn”), i vilket fall Hlin ursprungligen kan ha varit en träddis. (Jämför Ilmr.) Verbet hleina har antagits betyda ”att rädda”, ”beskydda”(?). Ordet är ett hapax legomenon, som bara förekommer här. Anthony Faulkes översätter ”hålla sig gömd; ta sin tillflykt(?)” och jämför med fornengelskans hlinian, hlænan. Geir T. Zoëga föreslår ”skydda sig; hålla vakt”(?) medan Íslensk orðsifjabók ger översättningen ”vila, vara i ro” (hvíla, vera í ró) och jämför med nynorskt leina.

### Völuspá
Namnet Hlin förekommer endast på ett ställe i Den poetiska Eddan, nämligen i Völuspá, strof 53:
| Då inträder Hlins andra sorg, när Odin rider mot ulven till kamp och Beles baneman brakar mot Surt. Falla skall han, Friggs älskling. | Þá kømr Hlínar harmr annarr framm, es Óðinn fęrr við úlf vega, ęn bani Bęlja bjartr at Surti; þá mun Friggjar falla angan. |  |

Strofen kan tolkas på två sätt. Den mest etablerade tolkningen är att Hlín här är ett binamn på Frigg. Hennes första sorg bör då ha varit sonen Balders död och hennes andra sorg inträffar när maken Oden stupar i Ragnarök. Något källstöd – utöver denna strof – för att Hlin skulle vara identisk med Frigg finns dock inte.
Snorre uppfattar Hlin som en självständig asynja, om än i Friggs tjänst, och samma intryck får man av Ásynja heiti, stroferna 1 och 2, där båda nämns oberoende av varandra. Enligt Snorre är Hlin en ”beskydderska” med uppgift att bevara Friggs skyddslingar från fara. Hlins första sorg bör då ha varit hennes misslyckande att rädda Friggs son Balder. Hennes andra sorg blir misslyckandet att rädda Oden. I så fall syftar Hlínar harmr annarr på den mytologiska ”livvaktens” förtvivlan över att för andra gången ha misslyckats med sin livsuppgift.